# A propósito de Buñuel
A propósito de Buñuel és un documental dirigit per José Luis López-Linares i Javier Rioyo sobre la vida del director de cinema Luis Buñuel estrenat el 22 de febrer de 2000.

## Comentari
La pel·lícula se serveix de fragments de les pel·lícules de Buñuel, de fotografies i documents —alguns inèdits—, de vídeos casolans del propi Buñuel, fragments de la seva autobiografia El último suspiro (1982) —llegits en veu en off per l'actor Pepe Sancho—, i de setanta hores d'enregistrament en París, Nova York, Los Angeles i Ciutat de Mèxic, que recapten el testimoniatge de persones que li van conèixer, com Pepín Bello, Manuel Mindán Manero, Emilio Sanz de Soto, Carlos Saura, Pere Portabella, Francisco Rabal, Silvia Pinal, Katy Jurado, Lucía Bosé, Michel Piccoli, Ángela Molina, Carole Bouquet, la seva esposa Jeanne Rucar i el seu coguionista Jean-Claude Carrière, o d'especialistes en la seva obra per a indagar en la personalitat i l'esperit de l'obra del cineasta calandino, partint de coneixements acadèmics (el guió és d'Agustín Sánchez Vidal, catedràtic d'Història del Cinema de la Universitat de Saragossa i especialista en l'obra de Buñuel) i allunyant-se de la mitificació del personatge típica del biopic.
Aquest estudi biogràfic filmat evita caure en el tòpic d'incardinar la seva obra en la militància en el surrealisme francès per a analitzar els seus orígens a Calanda, com a fill d'un potentat que va fer fortuna a Cuba i va poder permetre's una educació d'elit a la Residencia de Estudiantes al costat d'altres intel·lectuals de la generació del 27 com Federico García Lorca. Segons assenyala Carlos Fuentes en el documental, quan el grup surrealista va començar a derivar cap a posicions polítiques, Buñuel va indagar en els aspectes surrealistes de la tradició cultural hispànica —la picaresca, la Celestina, Cervantes, Valle Inclán— (com va fer Max Ernst en l'alemanya amb els contes de fades i llegendes èpiques) i els va integrar en el surrealisme ortodox de Breton, que era només una idea, trobant per aquesta via un surrealisme d'un pes inesperat per aquesta aportació. També indaga en el sentit de la religiositat de Buñuel i de l'erotisme de la seva obra.
Es dibuixa la personalitat de l'artista, sord i cabezota com el seu compatriota Francisco de Goya, amb qui s'estableixen clars paral·lelismes. Malgrat el rigor amb què es tracta la seva biografia, els autors van declarar que el seu objectiu no era realitzar una pel·lícula per a cinèfils, sinó perquè pogués gaudir-lo el gran públic. Es pretén, en fi, desmitificar la idea d'un creador només accessible per espectadors que coneixen les seves claus, per fetitxistes; perquè la seva idea del cinema era la de l'entreteniment i la fascinació, i sempre segons els autors del documental, Buñuel realitzava pel·lícules divertides, interessants i audaces, rebutjant només l'intranscendent o banal. López-Linares afirma que Luis Buñuel «va aprendre a viure amb les seves contradiccions. La contradicció és essencial en Buñuel». El seu principal deixeble, el cineasta Carlos Saura, va valorar A propósito de Buñuel com una obra on es destaca el seu món personal, el seu surrealisme ibèric i mordaç, violent i sensible alhora.